# Liste der Namenstage/O
| Vorname | Geschlecht | Datum                                                                |
| ------- | ---------- | -------------------------------------------------------------------- |
| Oda     | w          | 27. November                                                         |
| Odilia  | w          | 13. Dezember                                                         |
| Odo     | M          | 2. Juni, 7. Juli, 18. November                                       |
| Odulf   | m          | 12. Juni                                                             |
| Olaf    | m          | 29. Juli                                                             |
| Olga    | w          | 11. Juli, 21. Juli                                                   |
| Oliver  | m          | 10. Juli, 11. Juli                                                   |
| Olivia  | w          | 10. Juni                                                             |
| Oskar   | m          | 3. Februar                                                           |
| Oswald  | m          | 29. Februar/28. Februar, 1. März, 5. August                          |
| Otmar   | m          | 9. September, 16. November                                           |
| Ottilie | w          | 18. Juli, 13. Dezember                                               |
| Otto    | m          | 23. Februar, 23. März, 30. Juni, 2. Juli, 7. September, 28. Dezember |